# Diphucephala pygmaea
Diphucephala pygmaea är en skalbaggsart som beskrevs av Waterhouse 1837. Diphucephala pygmaea ingår i släktet Diphucephala och familjen Melolonthidae. Inga underarter finns listade i Catalogue of Life.